# جمهورية صور الشعبية
جمهورية صور الشعبية هي دولة داخل دولة قصيرة العمر، كانت تُسيطر عليها منظمة التحرير الفلسطينية في لبنان، خلال الحرب الأهلية اللبنانية. تم تشكيلها في أوائل عام 1976 بعد الاستيلاء الكامل على مدينة صور في جنوب لبنان من قبل منظمة التحرير الفلسطينية والجيش العربي اللبناني.

## خلفية
في فبراير 1975، شهدت مدينة صور مظاهرات مؤيدة لمنظمة التحرير الفلسطينية في لبنان ومعارضة للحكومة بعد مقتل النائب القومي العربي وزعيم التنظيم الشعبي الناصري معروف سعد في صيدا، على يد الجيش اللبناني على ما يُزعم. ثم، في أوائل مارس 1975، أبحر كوماندوز تابع لمنظمة التحرير الفلسطينية مؤلف من ثمانية مسلحين من ساحل صور إلى تل أبيب لشن هجوم فندق سافوي، الذي قُتل خلاله ثمانية رهائن مدنيين وثلاثة جنود إسرائيليين بالإضافة إلى سبعة من المهاجمين. بعد خمسة أشهر - في 5 أغسطس 1975 - هاجمت إسرائيل مدينة صور "من البر والبحر والجو". وتلا ذلك اعتداءات أخرى في 16 و 29 أغسطس، وكذلك في 3 سبتمبر.

## استيلاء منظمة التحرير الفلسطينية والجيش اللبناني على مدينة صور
في عام 1976، تولى القادة المحليون لمنظمة التحرير الفلسطينية إدارة بلدية صور بدعم من حلفائهم في الجيش العربي اللبناني. احتلوا ثكنة الجيش ونصبوا الحواجز وبدأوا في جمع الجمارك في الميناء. كما تمت مصادرة أجزاء من أملاك كاظم الخليل. ووفقًا للصحفي روبرت فيسك، فقد جاء معظم التمويل من العراق، بينما قدمت ليبيا الأسلحة والذخيرة.
وهكذا أعلن الحكام الجدد تأسيس "جمهورية صور الشعبية". لكنهم سرعان ما فقدوا الدعم من اللبنانيين السوريين بسبب "سلوكهم التعسفي والوحشي في كثير من الأحيان". حتى السياسي المخضرم في صور جعفر شرف الدين، الذي عززت عائلته الحرية للفلسطينيين على مدى أجيال، نُقل عنه أنه انتقد منظمة التحرير الفلسطينية "لانتهاكاتها وتخريبها للقضية الفلسطينية".